# Marco Resemini
Marco Resemini (ur. 30 października 1984 w Cremonie) – włoski wioślarz.

## Osiągnięcia
- Mistrzostwa Świata U-23 – Amsterdam 2005 – ósemka – 2. miejsce[1].
- Mistrzostwa Świata – Gifu 2005 – czwórka ze sternikiem – 5. miejsce[1].
- Mistrzostwa Świata U-23 – Hazewinkel 2006 – ósemka – 3. miejsce[1].
- Mistrzostwa Świata – Eton 2006 – czwórka ze sternikiem – 6. miejsce[1].
- Mistrzostwa Świata – Monachium 2007 – ósemka – 15. miejsce[1].
- Mistrzostwa Świata – Poznań 2009 – ósemka – 6. miejsce[1].
- Mistrzostwa Europy – Brześć 2009 – ósemka – 5. miejsce[1].